# عیسی شعبان
عیسی شعبان (انگلیسی: Eisa Shaaban؛ زادهٔ ۶ ژوئن ۱۹۸۵) یک ورزشکار است.